# Mungotictis decemlineata
La mangosta malgache de rayas angostas o mangostas de rayas angostas (Mungotictis decemlineata) es una especie de mamífero carnívoro llamado a nivel local boky-boky en Madagascar, es un miembro de la familia Eupleridae, subfamilia Galidiinae.

## Distribución
Habita en la selva seca caducifolia del occidente y suroccidente de Madagascar. Actualmente se le encuentra entre los ríos Tsiribihina y Mangoky.

## Dieta, comportamiento y hábitat

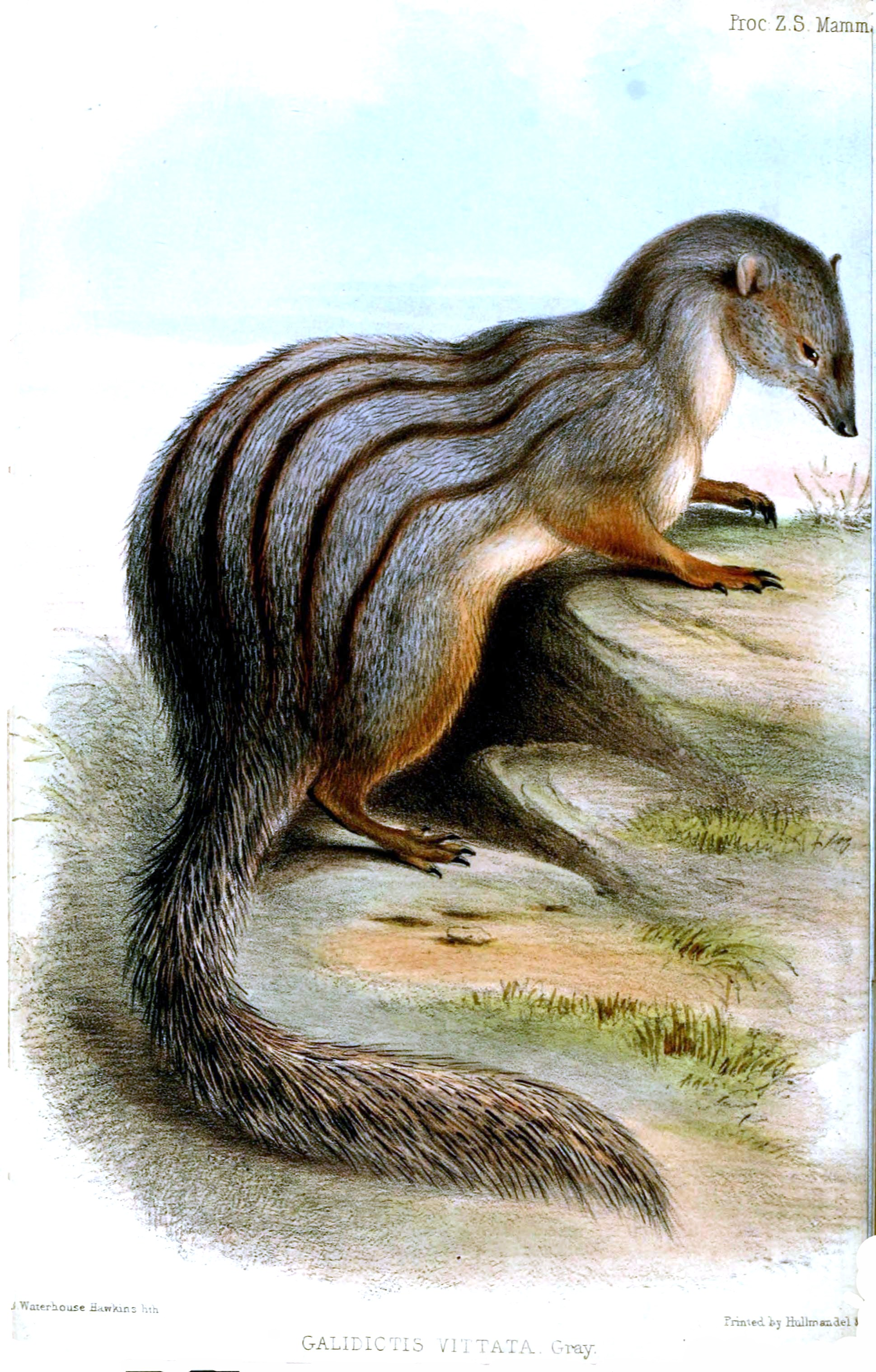
Ilustración de 1848.

A partir de los pocos estudios realizados, se cree que la especie es principalmente insectívoro, pero se sabe que come huevos de aves y una variedad de animales pequeños que incluyen roedores, aves, serpientes e incluso especies pequeñas de lémur como Microcebus murinus.
Es un animal diurno y viven en grupos familiares matriarcales que practican el cuidado cooperativo de los jóvenes. Normalmente, los jóvenes de la hembra alfa recibe el mejor cuidado y a menudo los hijos de las hembras de menor rango son poco cuidados hasta el punto de ser abandonados. La especie construye pequeños nidos en árboles y arbustos, y se sabe que comparten árboles con especies de Lepilemur, con las cuales parece tener poca o ninguna interacción.

## Conservación
Esta especie se le clasifica actualmente como en peligro de extinción en la Lista Roja de la UICN debido principalmente a la pérdida de su hábitat. Los bosques secos occidentales están fragmentados y sufre de la presión humana en mayor grado que la selva oriental. La principal causa de destrucción de la selva seca caducifolia de Madagascar es la tala y quema para la agricultura de subsistencia y la explotación comercial de miel silvestre y madera.